# Queen Naija
Queen Naija, de son vrai nom Queen Bulls, est une chanteuse de R&B et vidéaste américaine née le 17 octobre 1995 à Détroit, au Michigan.

## Biographie
Queen Naija naît le 17 octobre 1995 à Détroit (Michigan) d'un père arabe et d'une mère afro-américaine, et grandit à Ypsilanti dans le comté de Washtenaw. En 2014, elle participe à la 13e saison d'American Idol mais n'est pas sélectionnée parmi les finalistes. Peu de temps après, elle ouvre une chaîne YouTube avec son conjoint Chris Sails, dans laquelle elle poste des vidéos de type vlogs.
Au début de l'année 2018, elle et Chris Sails divorcent. Les deux poursuivent leurs carrières de vidéastes individuellement, et Queen Naija se lance dans une carrière musicale avec son premier single Medicine. Le titre débute à la 45e place du Billboard Hot 100. À la suite du succès que rencontre le single, Queen Naija signe un contrat chez Capitol Records. Elle dévoile par la suite son 2e single Karma; pour lequel elle est accusée d'avoir plagiée le titre Life & Favor (You Don't Know My Story) de John P. Kee (en). Le 27 juillet 2018, elle publie son premier projet intitulé Queen Naija - EP.

## Discographie

### Singles
- 2018 : Medicine
- 2018 : Karma
- 2018 : War Cry